# 柳沼行
柳沼 行（やぎぬま こう、1973年2月14日 - ）は、日本の漫画家。東京都千代田区飯田橋出身。

## 経歴
19歳から20歳の頃に『週刊少年ジャンプ』（集英社）の新人賞に応募し、審査員特別賞を受賞する。しかし、それ以降、しばらくの間執筆活動を行わず、その後『ビジネスジャンプ』（集英社）及び『コミックフラッパー』（メディアファクトリー）の新人賞にほぼ同時期に応募、『ビジネスジャンプ』では佳作を受賞するものの、『コミックフラッパー』では最終選考止まりだった。この時、どちらの雑誌でも担当がつく事になったが柳沼も自身の執筆速度を考え、月刊誌の『コミックフラッパー』を活動の場に定めた。
2000年6月発売の『コミックフラッパー』7月号に掲載された「2015年の打ち上げ花火」が話題を呼ぶ。この作品が柳沼にとって商業誌デビュー作品である。
「2015年の打ち上げ花火」は母親をロケット事故で亡くした小学1年生の女の子と、彼女を巡る人々の物語であった。この舞台設定を活かす形で同誌上に他4作の読み切り作品を掲載。
2001年9月発売の『コミックフラッパー』10月号から初連載となる「ふたつのスピカ」が始まり、2009年8月発売の9月号を以って完結した。8年間、全16巻の長期連載となった。これも「2015年の打ち上げ花火」の舞台設定を用いた作品である。
「ふたつのスピカ」は2003年11月1日より2004年3月27日までNHK BS-2でアニメ化され放映された。この作品のエンディングイラストも柳沼が手がけている。また、2009年6月18日より7月30日まで桜庭ななみの主演でNHKからテレビドラマ化もされた。
『コミックフラッパー』2010年10月号から江戸時代初期を舞台とした漫画作品「群緑の時雨」が連載され、2013年3月号を以って完結した。

## 人物
漫画家の大石まさるとは中学時代の同級生で、現在でも交流がある。
生まれつき聴覚に障害があり、音が聞き取りにくい（完全に聞こえないわけではない。）。そのため、『コミックフラッパー』誌上での新海誠監督との対談では新海監督の言っている事が聞き取れず、生返事をしていたという（対談掲載号のコラムより。）。
アシスタント経験がなく、また自身もアシスタントを持たない（2009年のインタビュー時。）。

## 作品リスト
- ふたつのスピカ（コミックフラッパー 2001年10月号 - 2009年9月号、全16巻）
- 群緑の時雨（コミックフラッパー 2010年10月号 - 2013年3月号、全4巻）
- 角川まんが学習シリーズ『世界の歴史　３ 秦・漢とローマ──古代の大帝国 紀元前二〇〇～紀元後四〇〇年』 （KADOKAWA、2021年） - 作画
- 角川まんが学習シリーズ『日本の歴史１６ 多様化する社会 平成時代～令和』（KADOKAWA、2022年） - 同上[3]
- ほしのこえ（ノベライズ版挿絵）